# Van Vessem
Van Vessem is een uit Diessen afkomstig geslacht waarvan leden sinds 1886 tot de Nederlandse adel behoren en dat in 1960 uitstierf.

## Geschiedenis
De stamreeks begint met Jan Matthijs Gebs van Vessem die in 1730 te Diessen werd begraven. Zijn nazaat Hendrikus Alexander Leopold van Vessem (1814-1891) werd bij Koninklijk Besluit van 19 maart 1886 verheven in de Nederlandse adel. Met diens dochter stierf het geslacht in 1960 uit.

## Enkele telgen
Jhr. Hendrikus Alexander Leopold van Vessem (1814-1891), ritmeester, ordonnansofficier van koning Willem II, intendant koninklijke paleizen
- Jkvr. Marie Anne Joséphine van Vessem (1866-1960); trouwde in 1892 met Léon baron van der Elst (1856-1933), Belgisch ambtenaar en ambassadeur
  - Joseph baron van der Elst (1896-1971), diplomaat en kunstverzamelaar